# Castillo del Marqués
El castillo del Marqués, también llamado castillo del Marqués de Valle Niza y casa-fuerte del Marqués, es una fortificación situada en el litoral occidental de la localidad malagueña de Vélez-Málaga, España. Cuenta con la protección de la Declaración genérica del Decreto de 22 de abril de 1949, y la Ley 16/1985 sobre el Patrimonio Histórico Español.

## Descripción
Se trata de un edificio de planta poligonal irregular de ocho lados, presenta su ingreso protegido por un reducto esquinado con adarve y troneras, situándose el ingreso en la parte nordeste. Un pasadizo cubierto por bóveda de medio cañón conduce al patio que da acceso a las distintas dependencias y cuarteles, así como a la escalera que conduce a la planta alta que primitivamente era sólo azotea con parapeto aspillado.
El lado meridional es un hornabeque formado por dos medios baluartes que baten flancos y se hallan trabados por una gola o cortina.

## Historia
El vetusto sistema defensivo costero de torres, fortalezas y atalayas, heredados de los nazaríes no fue suficiente para hacer frente a los peligros de un litoral hostigado constantemente por los corsarios. A ello se unía la irregularidad de la orografía y la extensión de la costa axarqueña, lo que permitía al corso recalar sin ser avistado. Esto motivó que se rehicieran y mejorasen muchas de las fortalezas existentes, así como la creación de nuevos bastiones y torres vigías. Así, en 1513 se construye el primer castillo del Marqués. Originalmente constaba sólo de la planta baja, siendo muy probable que para el año 1846, y ya perteneciente al cuerpo de carabineros, el segundo cuerpo estuviese levantado. Aunque se desconoce la fecha exacta. Con Carlos III, las autoridades ilustradas consideraron fundamental la defensa de la costa frente a los ataques de enemigos e incursiones de piratas. Se idea un nuevo sistema de castillos, casas fuertes y baterías costeras. El carácter militar de estos se observa en los fuertes muros de los perfiles, su estructura maciza y en las aspilleras de las partes orientadas al mar. Es en esta época cuando se crea el actual castillo del Marqués, con una clara función militar y defensiva de proteger la zona costera donde se ubica.
Durante los años 1930 y 1939 estuvo habilitado como cárcel y campo de concentración, pasando posteriormente a puesto de la Guardia Civil.
Actualmente la edificación alberga la escuela de hostelería "Castillo del Marques".